# Phare du Mont Circé
Le phare du Mont Circé (en italien : Faro di Capo Circeo) est un phare actif situé sur le Mont Circé faisant partie du territoire de la commune de San Felice Circeo (Province de Latina), dans la région du Latium en Italie. Il est géré par la Marina Militare de Naples.

## Histoire
Le phare a été construit par la volonté du pape Pie IX, avant l'annexion des États pontificaux, comme le phare de Capo d'Anzio. Il est situé à 3 km à l'ouest de San Felice Circeo sur une zone du Parc national du Circé.
Il est entièrement automatisé et alimenté par le réseau électrique. Il possède un Système d'identification automatique pour la navigation maritime.

## Description
Le phare  est une tour cylindrique en maçonnerie fibre de verre de 18 m de haut, avec galerie et lanterne, s'élevant au centre d'une maison blanche de gardien de deux étages. La tour est blanche et le dôme de la lanterne est gris métallique. Il émet, à une hauteur focale de 38 m, un bref éclat blanc de 0,2 seconde sur une période de 5 secondes. Sa portée est de 23 milles nautiques (environ 43 km) pour le feu principal et 18 milles nautiques (environ 33 km) pour le feu de veille.
Identifiant : ARLHS : ITA-009 ; EF-2258 - Amirauté : E1542 - NGA : 9244 .

## Caractéristiques dufeu maritime
Fréquence : 5 secondes (W)
- Lumière : 0,2 seconde
- Obscurité : 4,8 secondes

|               |
| Le Mont Circé |

|          |
| Le phare |

### Lien connexe
- Liste des phares de l'Italie